# 斯巴達鎮區 (新澤西州)
斯巴達鎮區（英語：Sparta Township）是位於美國新澤西州蘇塞克斯縣的一個鎮區。

## 地方資料
斯巴達鎮區的面積為100.50平方千米，當中陸地面積為95.28平方千米，而水域面積為5.22平方千米。根據2020年美國人口普查的數據，當地共有人口19600人，而人口密度為每平方千米195.02人。